# Kecamatan Karanganyar (distrikt i Indonesien, lat -6,84, long 110,78)
Kecamatan Karanganyar är ett distrikt i Indonesien.   Det ligger i provinsen Jawa Tengah, i den västra delen av landet, 400 km öster om huvudstaden Jakarta.